# Vlag van Wymbritseradeel

Vlag van de gemeente Wymbritseradeel
(1984-2010)

Vlag van de gemeente Wymbritseradeel
(1963-1984)

De vlag van Wymbritseradeel is op 2 januari 1984 bij raadsbesluit vastgesteld als de gemeentelijke vlag van de Friese gemeente Wymbritseradeel (Fries: Wymbritseradiel). Aanleiding tot de instelling van de vlag was de uitbreiding van de gemeente met IJlst en enkele plaatsen uit andere gemeenten in de omgeving. De vlag wordt als volgt beschreven:
Blauw met op het midden een gele lelie, waarvan de hoogte gelijk is aan 3/4 van de hoogte van de vlag en op de broektop een gele kogge, waarvan de hoogte gelijk is aan 1/3 van de hoogte van de vlag, het zeil en de wimpel naar de broeking gericht.
De kleuren en stukken zijn ontleend aan het gemeentewapen. De kogge is ontleend aan een oude zegel van de stad IJlst, waarvan ook het gemeentewapen is afgeleid.
Op 1 januari 2011 is Wymbritseradeel opgegaan in de nieuw opgerichte gemeente Súdwest-Fryslân. De gemeentevlag van Wymbritseradeel is hierdoor komen te vervallen.

## Eerdere vlag
De voorgaande gemeente Wymbritseradeel heeft volgens de Encyclopedie van het hedendaagse Friesland, 1975 een eerdere vlag gehad, die bestond uit een blauw doek, waarop een horizontale gele baan over een gele lelie liep. Het raadsbesluit van 17 juli 1963 luidt: "een vlag; blauw, met ter halverhoogte een gele baan, - volgens afmetingen, hoogte 4½-1-4½, - en aan de broekzijde een lelie over alles heen, van het een op het ander." Het ontwerp van de vlag is van de hand van D.J. van der Meer en W.T. Vleer.

## Verwante afbeeldingen

Wapen van Wymbritseradeel (1984)
Wapen van Wymbritseradeel (1975)
Vlag van IJlst

Aengwirden 
· Baarderadeel 
· Barradeel 
· het Bildt 
· Bolsward 
· Boornsterhem 
· Dokkum 
· Dongeradeel 
· Doniawerstal 
· Ferwerderadeel 
· Franeker 
· Franekeradeel 
· Gaasterland 
· Gaasterland-Sloten 
· Haskerland 
· Hemelumer Oldeferd 
· Hennaarderadeel 
· Hindeloopen 
· Idaarderadeel 
· IJlst 
· Kollumerland en Nieuwkruisland 
· Leeuwarderadeel 
· Lemsterland 
· Littenseradeel 
· Menaldumadeel 
· Nijefurd 
· Oostdongeradeel 
· Rauwerderhem 
· Schoterland 
· Skarsterlân 
· Sloten 
· Sneek 
· Stavoren 
· Terschelling en Vlieland 
· Utingeradeel 
· Westdongeradeel 
· Wonseradeel 
· Workum 
· Wymbritseradeel